# Metoda ułatwionej komunikacji
Ten artykuł opisuje teorie, metody lub czynności niezgodne ze współczesną wiedzą medyczną.
Metoda ułatwionej komunikacji (ułatwiona komunikacja, UK; ang. facilitated communication) – niepoparta naukowymi dowodami, krytykowana, metoda wsparcia osób z autyzmem w komunikowaniu się. Polega na podtrzymywaniu ręki, przedramienia lub ramienia przez osobę wspomagającą i pisaniu z wykorzystaniem klawiatury komputera lub specjalnej tablicy ułatwionej komunikacji.

## Historia
Metodę opracowała pod koniec lat 80. XX wieku Rosemery Crossley w Australii.

## Opis stosowania metody
Osoba wspierająca przytrzymuje rękę, przedramię lub ramię osoby piszącej. Miejsce zależy od indywidualnych potrzeb.
Pisze się na komputerze wykorzystując standardową klawiaturę komputerową lub z wykorzystaniem specjalnej tablicy ułatwionej komunikacji. Znajdują się na niej wszystkie litery polskiego alfabetu oraz wybrane znaki interpunkcyjne. Możliwe jest też zastosowanie innych pomocy lub innych symboli.

## Wykorzystanie
Metodę ułatwionej komunikacji stosuje się w pracy z osobami z autyzmem mającym problemy z komunikacją werbalną. Autyzmowi często towarzyszą problemy z planowaniem złożonych ruchów celowych - praksją, w przezwyciężeniu których pomaga kontakt fizyczny z inną osobą.
W Polsce metoda jest propagowana m.in. przez Fundację SYNAPSIS.
W 2021 roku po raz pierwszy w Polsce został obroniony doktorat przez niemówiącego autystę – Macieja Oksztulskiego. Korzystał on z komputera do pisania i pomocy matki do podtrzymywania ręki.

## Krytyka
Metoda budzi duże kontrowersje, często przedstawiana jest jako pseudonaukowa:
- Nie ma dowodów, że UK wpływa na poprawę funkcjonowania osoby z autyzmem[3][5][6][7].
- Podważa się autorstwo tekstów tworzonych z wykorzystaniem UK[8]. Rzekoma poprawa tłumaczona jest efektem nieświadomego działania osoby pomagającej (co jest skutkiem poddania się fenomenowi ideomotorycznemu). Ten sam efekt powoduje, że osoby korzystające z tablic Ouija wierzą, że ruch wskaźnika na planszy z literami jest spowodowany działaniem duchów[3][6][7]. Przykładowe badania:
  - W eksperymencie Eberlin i in. (1993) wykorzystującym zaślepienie, umiejętności komunikacyjne osób niepełnosprawnych nie poprawiały się, jeśli osoby wspomagające nie znały pytań i treści zadań obrazkowych mierzących te umiejętności (pomiar wykonano po 20 sesjach treningowych UK)[9].
  - W eksperymencie Smith i in. (1994), gdy wspomagający widział inne pytania niż osoba niewerbalna, prowadzenie ręki odtwarzało odpowiedzi na pytania widziane przez prowadzącego. Nie udało się odtworzyć efektu komunikacji niezależnej od prowadzącego[10].
- Podważany jest sens interpretacji tekstów powstałych w ten sposób. Zdarzało się, że na skutek błędnej interpretacji dochodziło nadużyć i przestępstw. Znane są przypadki bezpodstawnych oskarżeń członków rodziny o molestowanie seksualne, będących wynikiem błędnej interpretacji UK[3][5][7]. Zdarzało się też, że to osoby niepełnosprawne były molestowane na podstawie rzekomej zgody na współżycie[6].
- Etyczne zastrzeżenia budzi stosowanie pozornie skutecznej metody, która może odbierać osobom niepełnosprawnym prawo do komunikacji[3][6][7].
- Zwraca się uwagę na często nienaukowe podejście zwolenników UK: niektórzy tłumaczyli jej skuteczność „ukrytymi umiejętnościami czytania i pisania” pacjentów[5], a nawet „telepatycznymi zdolnościami autystów” czy „boską interwencją”[4][6].